# Tomás Alvira
Tomás Alvira Alvira ( Villanueva de Gállego, Saragoça, 17 de janeiro de 1906 - Madrid, 7 de maio de 1992 ) foi um educador e edafólogo espanhol.

## Vida
Nasceu em Villanueva de Gállego, localidade situada a onze quilómetros de Saragoça em direção a Huesca. Na mesma cidade onde nasceram seu pai e seu avô, ambos chamados Tomás. Seu avô era professor em Villanueva e faleceu exercendo sua profissão aos 54 anos. Teve doze filhos com sua esposa Antonia. Os avós maternos, León e Pascuala, viviam dos rendimentos obtidos no comércio e em alguns campos de cereais e vinhas que possuíam. Seu avô León era escrivão municipal. Quando Tomás nasceu, seu pai já era professor em Villanueva, na mesma escola que seu avô havia desocupado quando faleceu. Um ano antes ele havia se casado com Teresa Alvira, uma garota de Lanaja (Huesca). Eram primos de primeiro grau e tiveram que solicitar dispensa canônica devido ao parentesco.
Aos dois anos, quando o seu pai foi aprovado num exame de magistério em Saragoça, toda a família mudou-se para a capital aragonesa. Lá ele vai para a escola Montemolín, adjacente à rua Miguel Servet. Ele deu sua primeira aula aos nove anos. Isso porque seu pai lhe pediu para dar aula para crianças de sete anos. Queria ver como se defendia: “Explique-lhe os ângulos”, disse-lhe o pai, fingindo sair da aula. Tomás foi até o quadro e desenhou dois círculos e quatro linhas, como se fossem dois mostradores de relógio. E começou a explicar os ângulos: reto, agudo e obtuso: “olha, isso é três, cinco, seis”.
Depois de concluir o bacharelado no Instituto de Saragoça, matriculou-se em Química na Faculdade de Ciências da Universidade de Saragoça em 1922. A partir de 1928, foi professor em vários centros: lecionou numa escola escolápia; foi assistente docente no Instituto de Logroño; professor assistente da Escola de Peritos; professora do Colégio Feminino La Enseñanza; Diretor Técnico da Academia Politécnica.
Em 1934 o encontramos como Diretor do Instituto de Cervera del Río Alhama, cujo corpo docente era formado por professores de todos os tipos de ideologia política: dos radicais de esquerda aos de direita, o que revela seu diálogo e atitude conciliadora.
Nas primeiras semanas de julho de 1936, mudou-se para Madrid para os exames para adido do Instituto. Ele residia em El Rolmo, um pequeno albergue, cujas janelas davam para a Gran Vía. Ele iniciou as oposições com boa caligrafia: ao final do quarto exercício, apenas um adversário estava à sua frente. Já tinha o futuro planeado: assim que terminasse o exame final, regressaria a Saragoça para se casar com Paquita, uma antiga aluna de seu pai no grupo escolar "José Gascón y Marín", que conhecia desde janeiro de 1926 em uma viagem de estudos que fez em Barcelona.
Pouco depois conhece José María Albareda, um velho conhecido da Universidade de Saragoça, e apresenta-o a dois jovens, fiéis ao Opus Dei: o engenheiro argentino Isidoro Zorzano e o médico madrileno Juan Jiménez Vargas. Começou a estudar com eles na pensão onde Albareda estava hospedado, localizada na rua Menéndez Pelayo, em frente ao Parque El Retiro.
No dia 1 de setembro de 1937 conheceu Josemaría Escrivá, fundador do Opus Dei, onde ouviu pela primeira vez sobre a possibilidade de ser santo na vida quotidiana, no trabalho profissional, tanto no celibato como no casamento . Tomás será a primeira pessoa que, em 1947, se propõe viver o ideal cristão no matrimónio segundo o carisma do Opus Dei.
Pouco depois de conhecer São Josemaría, decide atravessar a pé os Pirenéus, juntamente com ele e outros fugitivos, e assim reunir-se com a sua família, que permaneceu noutra parte de Espanha. Devido à fome e à longa caminhada, Tomás perde as forças e o guia ordena que continuem, deixando Tomás ali. "Você não pode colocar toda a expedição em perigo." Mas depois de uma conversa entre São Josemaria e o guia, decide mudar de ideia e parar um pouco para descansar. Finalmente chegam ao outro lado; e em 1939, quando terminou a guerra, começou a trabalhar por um curto período num Instituto de Gijón.
Em 16 de junho de 1939 casou-se com Francisca Domínguez (Paquita) na igreja de San Gil Abad em Saragoça. Será também neste ano, quando começará a lecionar no Instituto Ramiro de Maeztu, onde conhecerá um corpo docente excepcional: Gerardo Diego, Guillermo Díaz-Plaja, Antonio Millán-Puelles, Rafael Lapesa, Valentín García Yebra, o futuro prêmio Prêmio Nobel Vicente Aleixandre ...
Em 1941 obteve a cátedra no Instituto Ramiro de Maeztu de Madrid, onde trabalhou desde a sua fundação. Lá, em 1942, foi nomeado chefe de estudos de Muley El-Medhí, filho do Califa de Marrocos. Durante este período, deverá preparar sua tese de doutorado no Instituto de Edafologia. Entre 1944 e 1960 foi secretário do Instituto de Ciências do Solo do CSIC, em Madrid.
Em 1945 obteve a cátedra do Instituto de Ciências Físicas Naturais. Entre 1951 e 1958 foi Diretor da Escola Infanta María Teresa -Colégio para Órfãos da Guarda Civil-; será lá que ele colocará em prática as suas teorias pedagógicas, alheio a qualquer classismo e discriminação. Em 1957 foi nomeado Conselheiro Nacional de Educação.
Posteriormente participou da criação do Fomento de Centros de Enseñanza. De 1973 a 1976 foi Vice-diretor do Centro Experimental do Instituto de Ciências da Educação (ICE) da Universidade Complutense; e posteriormente, Diretor da Escola Universitária de Promoção de Centros de Ensino. Sua maior inovação foi a criação da Aula viva.
Em 9 de dezembro de 1977 foi fundada a Escuela Universitaria del Profesorado "Fomento de Centros de Enseñanza", dirigida por Tomás Alvira, e em 1997 o Centro de Enseñanza Superior Villanueva, ambos como centros anexos à Universidade Complutense de Madrid. Os dois centros anexos integram-se para criar a Universidade Villanueva, reconhecida como universidade privada pela Lei 5/2019, de 20 de março ( Diário Oficial da Comunidade de Madrid de 28 de março e Diário Oficial do Estado de 5 de julho ), autorizando o início das atividades da universidade no ano letivo 2020-2021 pelo decreto 55/2020, de 8 de julho, do Conselho Diretor, publicado no Diário Oficial da Comunidade de Madrid nº 166 de 10 de julho de 2020.
Iniciou o Centro de Promoção de Centros de Ensino COU e a Escuela Universitaria del Profesorado da mesma Instituição, onde foi diretor até 1986.

## Causa da canonização
O processo de beatificação de Tomás, juntamente com sua esposa Paquita, ocorreu em Madrid, entre 19 de fevereiro de 2009 e 25 de setembro de 2012. Desde então, os dois Positio foram produzidos separadamente.

### Aula viva
A inovação essencial do seu pensamento pedagógico é o que chamou de Aula Viva, que definiu como: "aquela em que o professor não só leva em conta a memória dos alunos, que se reflete nos exames, mas também a compreensão e a vontade. A que faz cada aluno pensar cultivando sua personalidade e potencializando sua liberdade, pois livre é aquele que pensa por si mesmo, com o devido preparo, e não repete inconscientemente o que os outros lhe dizem”. E explicou: Aula viva “é aquela em que o professor procura despertar no aluno o desejo de saber, o amor pelo conhecimento, considerando-o como um bem em si. Não podemos incitar os alunos a estudar por recompensa ou punição, devemos fazê-los sentir o desejo de saber!”
Sua pedagogia se opunha ao conservadorismo e à rigidez. “Foi – ouso dizer – um misto de compreensão e profundo respeito pelo aluno, em perfeito equilíbrio com a demanda. Ele falava com ternura, com carinho”, lembra um de seus discípulos. Não tínhamos medo dele e, ainda assim, ele inspirava grande respeito." Ele conseguiu aliar a exigência e o respeito ao carinho e carinho genuíno por seus alunos. Isto explica este aparente paradoxo: a maioria dos seus discípulos destacam nele a sua ternura e afirmam ao mesmo tempo que era um homem de carácter forte. Força e ternura; exigência e carinho: possivelmente esse era o seu segredo.

## Prêmios e reconhecimentos[12]
- Primeira medalha de ouro do Instituto Ramiro de Maeztu.
- Comendador com placa da Ordem de África.
- Comendador com placa da Ordem de Afonso X, o Sábio.

### Biografias
- Méndiz, Alfredo. Tomás Alvira. Vida de un educador (1906-1992). Madrid: Rialp, 2022, 369 pp, ISBN: 9788432163005.
- Vázquez, Antonio. Un hogar luminoso y alegre. Matrimonio Alvira. Madrid: Palabra, 2005, 1ª, 92 pp. Traducido al francés: Vázquez, Antonio, Un foyer lumineux et joyeux. Paquita et Tomas Alvira. París: Le Laurier, 2015, 1ª ed. francesa, 64 pp.
- Vázquez Galiano, Antonio. Tomás Alvira y Paquita Domínguez. La aventura de un matrimonio feliz. Madrid: Palabra, 2007, 1ª, 397 pp.
- Vázquez, Antonio. Tomás Alvira. Una pasión por la familia, un maestro de la educación. Madrid: Palabra, 1997, 1ª, 333 pp. (1998, 2ª; 1999, 3ª). Traducido al italiano: Vázquez, Antonio, Tomás Alvira: una passione per la famiglia. Un maestro dell’educazione, Milano, Ares, 1999, 1ª ed. italiano, 303 pp.

### Outras publicações
- Fomento de Centros de Enseñanza. Fomento: 50 años. Madrid: Editora Social y Cultural, 2014, 1ª, 258 pp.